# Hoshihananomia paolii
Hoshihananomia paolii es una especie de coleóptero de la familia Mordellidae.

## Distribución geográfica
Habita en Brasil y Guatemala.